# La vendetta del torero
La vendetta del torero (The Brand of Lopez) è un film muto del 1920 diretto da Joseph De Grasse.

## Trama
La cantante d'opera Lola Castillo sposa segretamente il matador Vasco Lopez, ma sua madre la convince ad annullare il matrimonio a causa della differenza di classe che intercorre tra di loro. Così Lola accetta di sposare il capitano Alvarez. Il torero, furioso, spara al suo rivale che resta ferito e poi, per vendicarsi, rapisce e violenta Maria, la sorella di Lola. L'uomo si dà quindi al banditismo.
Maria, che è rimasta incinta di Lopez, muore di parto. Lola, che ha sposato Alvarez, ha pure lei un bambino che però muore. La nurse, all'insaputa di tutti, sostituisce il bimbo di Maria a quello di Lola che, senza saperlo, alleverà come suo il figlio della sorella e del bandito.
Sono passati alcuni anni: Lopez che, quando aveva sparato ad Alvarez aveva creduto di averlo ucciso, scopre che il suo nemico è ancora vivo e torna per vendicarsi. Il bandito ordina ai suoi uomini di uccidere Alvarez e il figlio ma la nurse confessa lo scambio dei bambini. Il torero si rende conto che quello è il proprio figlio e si getta davanti al ragazzo, salvandolo dalla pallottola che sta per colpirlo.

## Produzione
Il film fu prodotto dalla Haworth Pictures Corporation. Benché giapponese, Sessue Hayakawa riveste qui i panni di un torero (e poi bandito) spagnolo.

## Distribuzione
Il copyright del film, richiesto dalla Haworth Pictures Corp., fu registrato il 6 aprile 1920 con il numero LU14975.

Distribuito dalla Robertson-Cole Distributing Corporation, il film uscì nelle sale cinematografiche statunitensi nell'aprile 1920.
Non si conoscono copie ancora esistenti della pellicola che viene considerata presumibilmente perduta.